# Liste des sénateurs de la Haute-Vienne

## IIIeRépublique
- Pierre Teisserenc de Bort de 1876 à 1892
- André Dulery de Peyramont de 1876 à 1880
- Jean-Baptiste Ninard de 1880 à 1886
- René Pénicaut de 1886 à 1899
- Jules Donnet de 1888 à 1894
- Albert Le Play de 1892 à 1900
- Edmond Teisserenc de Bort de 1895 à 1909
- Henri Lavertujon de 1900 à 1907
- André Gotteron de 1900 à 1909
- Léon Raymond de 1907 à 1920
- Henri Vacherie de 1909 à 1917
- Jean Codet de 1909 à 1920
- Xavier Mazurier de 1920 à 1927
- René Paul Gustave Trouvé de 1920 à 1927
- Pierre Codet de 1921 à 1924
- Léon Betoulle de 1924 à 1940
- Jean Leclerc de 1927 à 1936
- Achille Fèvre de 1927 à 1940
- Eugène Nicolas de 1936 à 1940

## IVeRépublique

### Mandat 1946-1948
|  | Identité        | Étiquette | Groupe | Autres mandats |
|  | --------------- | --------- | ------ | -------------- |
|  | Jules Fraisseix | PCF       | COM    |                |
|  | Gaston Charlet  | PS        | SOC    |                |

### Mandat 1948-1949
|  | Identité         | Étiquette | Groupe | Autres mandats |
|  | ---------------- | --------- | ------ | -------------- |
|  | Marcel Madoumier | PS        | SOC    |                |
|  | Gaston Charlet   | PS        | SOC    |                |

### Mandat 1949-1952
|  | Identité         | Étiquette | Groupe | Autres mandats |
|  | ---------------- | --------- | ------ | -------------- |
|  | Georges Lamousse | PS        | SOC    |                |
|  | Gaston Charlet   | PS        | SOC    |                |

### Mandat 1952-1959
|  | Identité         | Étiquette | Groupe | Autres mandats |
|  | ---------------- | --------- | ------ | -------------- |
|  | Georges Lamousse | PS        | SOC    |                |
|  | Gaston Charlet   | PS        | SOC    |                |

## Cinquième République

### Mandat 1959-1968
|  | Identité          | Étiquette | Groupe | Autres mandats                              |
|  | ----------------- | --------- | ------ | ------------------------------------------- |
|  | Georges Lamousse  | PS        | SOC    | Maire de Droux                              |
|  | Gustave Philippon | PS        | SOC    | Conseiller général du canton de Limoges-Est |

### Mandat 1968-1977
|  | Identité          | Étiquette | Groupe | Autres mandats |
|  | ----------------- | --------- | ------ | -------------- |
|  | Georges Lamousse  | PS        | SOC    | Maire de Droux |
|  | Robert Laucournet | PS        | SOC    | maire d'Isle   |

### Mandat 1977-1986
|  | Identité          | Étiquette | Groupe | Autres mandats   |
|  | ----------------- | --------- | ------ | ---------------- |
|  | Louis Longequeue  | PS        | SOC    | Maire de Limoges |
|  | Robert Laucournet | PS        | SOC    | Maire d'Isle     |

### Mandat 1986-1995
|  | Identité          | Étiquette | Groupe | Autres mandats   |
|  | ----------------- | --------- | ------ | ---------------- |
|  | Louis Longequeue  | PS        | SOC    | Maire de Limoges |
|  | Robert Laucournet | PS        | SOC    | Maire d'Isle     |

### Mandat 1995-2004
|  | Identité              | Étiquette | Groupe | Autres mandats                                  |
|  | --------------------- | --------- | ------ | ----------------------------------------------- |
|  | Jean-Pierre Demerliat | PS        | SOC    | Maire de Saint-Martin-le-Vieux                  |
|  | Jean-Claude Peyronnet | PS        | SOC    | Président du Conseil général de la Haute-Vienne |

### Mandat 2004-2014
|  | Identité              | Étiquette | Groupe | Autres mandats                         |
|  | --------------------- | --------- | ------ | -------------------------------------- |
|  | Jean-Pierre Demerliat | PS        | SOC    | Maire de Saint-Martin-le-Vieux         |
|  | Jean-Claude Peyronnet | PS        | SOC    | Conseiller général du canton de Châlus |

### Mandat 2014-2020
|  | Identité                     | Étiquette | Groupe | Autres mandats   |
|  | ---------------------------- | --------- | ------ | ---------------- |
|  | Jean-Marc Gabouty            | UDI (PR)  | UDI-UC | Maire de Couzeix |
|  | Marie-Françoise Pérol-Dumont | PS        | SOC    |                  |

### Mandat 2020-2026
|  | Identité                | Étiquette | Groupe | Autres mandats                                                                                 |
|  | ----------------------- | --------- | ------ | ---------------------------------------------------------------------------------------------- |
|  | Isabelle Briquet        | PS        | SER    | Ancienne maire de Le Palais-sur-Vienne, présidente de l’association des maires de Haute-Vienne |
|  | Christian Redon-Sarrazy | PS        | SER    | Maire de Meuzac                                                                                |